# ティニシュ・アッサブ
ティニシュ・アッサブ（英語: Tinishu Assab）は、エリトリア・デブバウィ・ケイバハリ地方南部の村。南デンカリア地区に属する。北東に海岸を持ち、アッサブから真北に約6.3キロメートル離れている。ティニシュ･アッサブは他にもTinishu Aseb,Tinishu Āsebとも綴られる。北緯13度01分38秒、東経42度44分34秒。標高0m。